# Feketeszájú géb
A feketeszájú géb (Neogobius melanostomus) a sugarasúszójú halak (Actinopterygii) osztályának sügéralakúak (Perciformes) rendjébe, ezen belül a gébfélék (Gobiidae) családjába és a Benthophilinae alcsaládjába tartozó faj. Nincs gazdasági jelentősége, bár eredeti élőhelyein a nagyobb példányokat étkezési célra felhasználják és a horgászok számára csalihalként hasznosítható.

## Előfordulása
A feketeszájú géb elterjedési területe a Fekete- és Azovi-tenger teljes parti szakasza, ahonnan a folyókba is felúszik. A Kaszpi-tenger nyugati felén a parti övben megtalálható. Betelepítették az Aral-tóba és Európa több folyójába bekerült, így megjelent a Dunában is. Magyarországon 2001-ben azonosították az első példányát, amelyet Gödnél fogtak.
2004-ben Észak-Amerikába is eljutott, a hajók ballasztvizeinek köszönhetően.

### Hasonló fajok
A Neogobius halnem többi fajától megkülönböztethető amiatt, hogy azok az elülső hátúszójuk végén nem viselnek fehérrel szegett fekete foltot. Hasonlít rá még a tarka géb , de annak a szája kisebb, és felső állkapcsán az elülső orrnyílások csőszerűen előrenyúlnak. Az amurgéb, a botos és a cifra kölönte hasúszói különállóak, nem alkotnak tapadókorongot.

## Megjelenése
Tömzsi teste hosszúkás, hengeres és a farokrészen oldalról lapított. Kis méretű hal a testhossza 15-18 centiméter, de legfeljebb 25 centiméter. 4 centiméteresen már felnőttnek számít. 31-34 csigolyája van. Feje testéhez képest nagy és a szeme között nincs pikkely. Ezzel szemben a tarkója, a háta, a mellúszók tövi része, a kopoltyúfedők felső egynegyede, a torka és a hasa is pikkelyezett. 45-58 vagy többnyire 47-54 pikkelye van egy hosszanti sorban, melyek nagyságukat tekintve a rokon fajokéhoz képest nagyobbak. A fenéklakó életmód miatt a hasúszói összenövésével kialakult tapadókorongja, a has hosszának 60-80 százalékát teszi ki. Két hátúszója közel helyezkednek el, az első 6 tüskés sugárral, a második 1 tüskés és 11-17 (többnyire 14-16) lágy sugárral. A hátúszói egyforma magasak, míg a farok alatti úszójában 1 tüskés és 10-13 lágy sugár található. A fiatalok színe palaszürke ám a felnőtt példányok szürkésbarnák és az alapszínét szabálytalan sötétbarna vagy fekete foltok tarkítják. A fajra jellemző specifikum, hogy a zöldesen mintázott első hátúszójának végén egy világossal szegett fekete folt látható. A nászruhás hímek színe megváltozik és iváskor feketére vált.

## Életmódja
A sekély vizű, napfényes, félsós tengerparti lagúnák a kedvenc helyei, ahol gyorsan fejlődik. De a tengerbe ömlő folyóvizekben is egyre feljebb nyomul. Fenéklakó hal, a víz oxigén- és sótartalmának változásait, valamint a hőmérséklet ingadozását jól tűri. A 4-20 Celsius-fokos hőmérsékletet kedveli, de a 30 Celsius-fokot is megtűri. Tápláléka állati eredetű, melyet elsősorban puhatestűek, férgek, csigák, rákok és halikra alkot.
Legfeljebb 4 évig él.

## Szaporodása
Ivarérettségét 1-2 éves korára éri el. Április - szeptemberben ívik édes- és brakkvízben egyaránt. A nőstény az ikrát a hím által tisztára sepert mélyedésbe rakja, melyek jól tapadnak. A lerakott ikra száma ezer körüli, melyekből kikelt ivadékokról a hímek egy ideig gondoskodnak.

## Képek

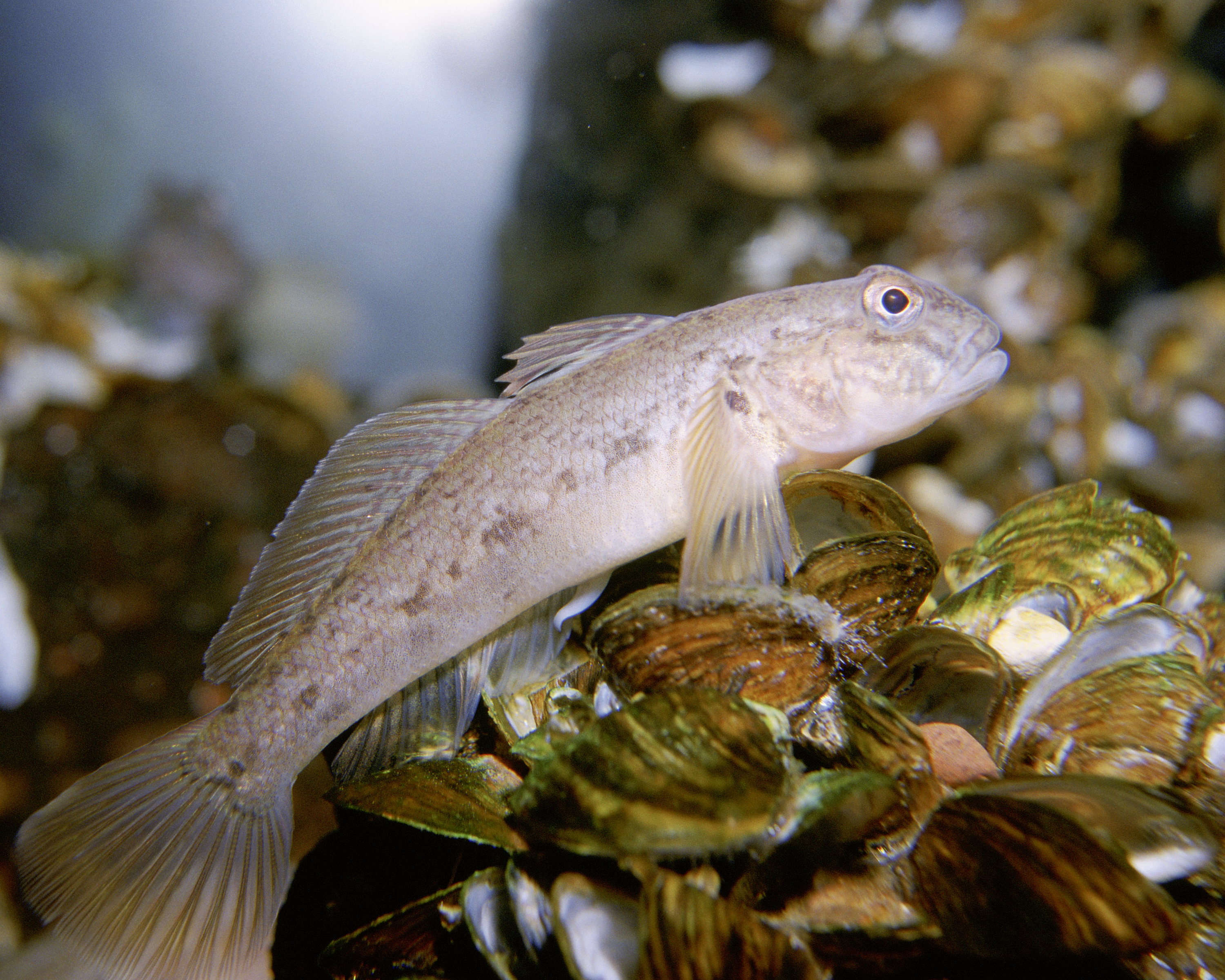
Eric Engbretson felvétele a feketeszájú gébről
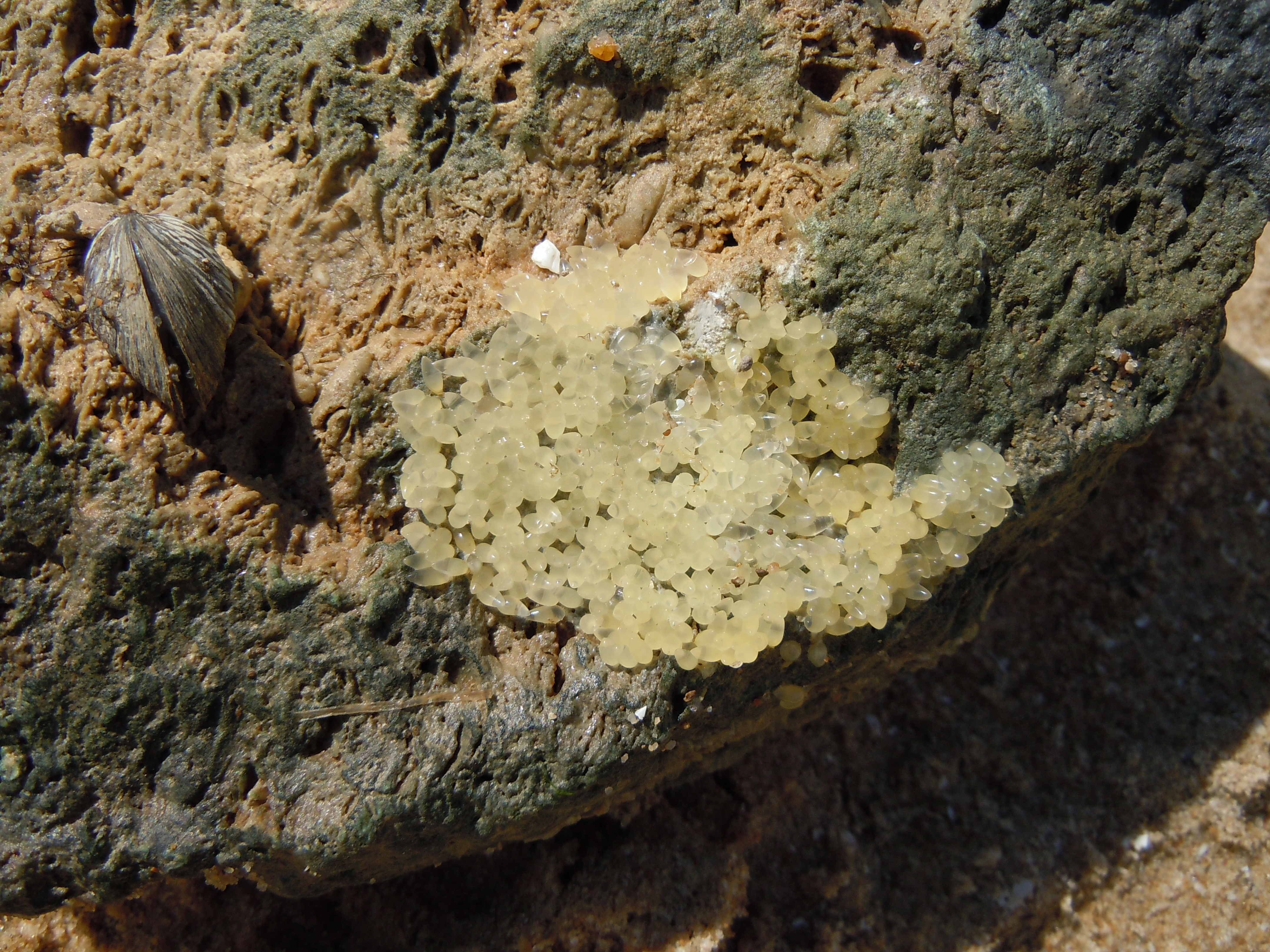
Lerakott ikrái (Dnyeszter, Ukrajna)
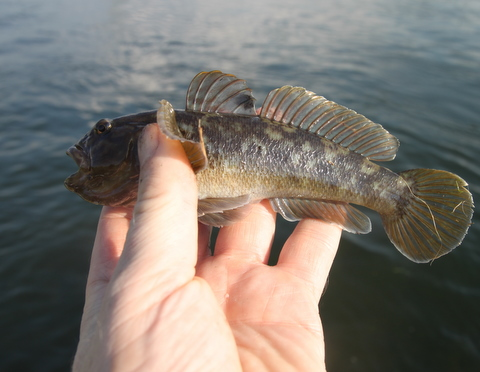
A felvétel jól mutatja a kifejlett példány méretét

## További információk

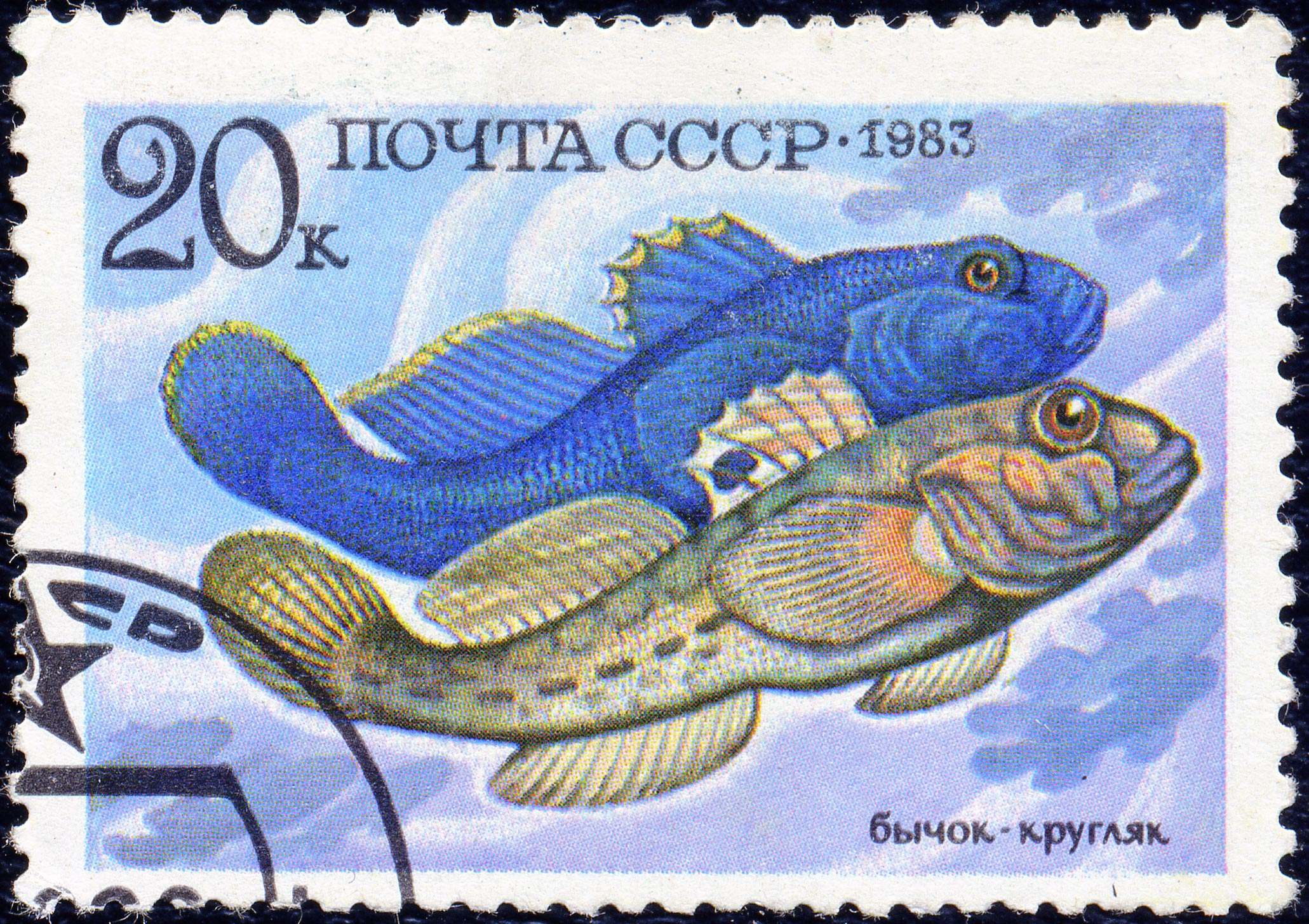
1983-ban kiadott szovjet postabélyeg a feketeszájú gébről

### Internetes leírások a feketeszájú gébről
- A faj szerepel a Természetvédelmi Világszövetség Vörös Listáján. IUCN. (Hozzáférés: 2011. december 30.)
- A taxon adatlapja az ITIS adatbázisában. Integrated Taxonomic Information System. (Hozzáférés: 2011. december 30.)
- A faj adatlapja a FishBase oldalán. FishBase. (Hozzáférés: 2011. december 30.)
- Round Goby Neogobius melanostomus (Pallas, 1814). BioLib.cz. (Hozzáférés: 2011. december 30.)
- Neogobius melanostomus (Pallas, 1814). WoRMS World Register of Marine Species. (Hozzáférés: 2011. december 30.)
- Neogobius melanostomus round goby (angol nyelven). Encyclopedia of Life. (Hozzáférés: 2011. december 30.)
- Neogobius melanostomus round goby (angol nyelven). ADW Animal Diversity Web. (Hozzáférés: 2011. december 30.)
- Neogobius melanostomus (angol nyelven). boldsystems.org. (Hozzáférés: 2011. december 30.)